# Roland Sturm
Roland Sturm (* 10. März 1953 in Speyer) ist ein deutscher Politikwissenschaftler.

## Leben und Wirken
Er studierte Politikwissenschaft, Anglistik und Geschichte an der Freien Universität Berlin, der Stanford University und der Ruprecht-Karls-Universität Heidelberg. 1981 wurde er bei Dieter Nohlen in Heidelberg zum Dr. phil. promoviert. Danach war er wissenschaftlicher Mitarbeiter bei Klaus von Beyme am Institut für Politische Wissenschaft und habilitierte sich 1987 an der Philosophisch-historischen Fakultät.
Sturm vertrat 1987/88 die Professur für Verwaltungswissenschaften an der Universität der Bundeswehr Hamburg. Von 1989 bis 1991 war er Heisenberg-Stipendiat. Von 1991 bis 1996 war er Professor für Politikwissenschaft an der Eberhard Karls Universität Tübingen, wo er 1993 das Europäische Zentrum für Föderalismus-Forschung mitbegründete und 1995/96 Direktor des Instituts für Politikwissenschaft war. 1992 bekleidete er eine Gastprofessur an der University of Washington in Seattle.
Im Jahr 1996 wurde er ordentlicher Professor an der Friedrich-Alexander-Universität Erlangen-Nürnberg. Von 1997 bis 2011 war er mit Unterbrechung geschäftsführender Vorstand des Instituts für Politische Wissenschaft und von 2004 bis 2011 des Zentralinstituts für Regionenforschung. Darüber hinaus leitete er die Promotionskollegs „EU-Osterweiterung und ihre Folgen für die Europäische Union, die Mitgliedsländer und die Beitrittsstaaten“ und „Politik- und Parteienentwicklung in Europa“ mit. 2013 übernahm er mit dem Politikwissenschaftler Eckhard Jesse das Promotionskolleg „Demokratie in Europa“. Neben seiner Tätigkeit für Senat und Dekanat ist er seit 2009 Vertrauensdozent der Hanns-Seidel-Stiftung und seit 2009 der Deutschen Forschungsgemeinschaft. 2007 war er Gastprofessur an der Universität Peking (China) und 2014 an der Universitat Pompeu Fabra (Spanien/Katalonien).
Sturm zählt neben Wolfgang Merkel zu den führenden Vertretern der vergleichenden Regierungslehre. Er war Leiter der Sektion Vergleichende Politikwissenschaft der Deutschen Vereinigung für Politische Wissenschaft und Vorsitzender des Arbeitskreises Deutsche Englandforschung. Sturm ist unter anderem Vorstandsmitglied der Deutsch-Britischen Gesellschaft in Nürnberg sowie Mitglied wissenschaftlicher Vereinigungen wie dem Arbeitskreis Europäische Integration, der Deutschen Gesellschaft für Politikwissenschaft und dem European Consortium for Political Research. 2012/13 moderierte er den Zukunftsdialog der Freistaaten Bayern und Sachsen. 2014 beriet er Myanmar bezüglich einer Verfassungsreform.
Sturm ist Herausgeber von Schriftenreihen und Fachzeitschriften (Zeitschrift für Politik und Gesellschaft-Wirtschaft-Politik), Review Editor der Zeitschrift German Politics und Wissenschaftlichen Beirat von dem Jahrbuch Extremismus & Demokratie.

## Veröffentlichungen (Auswahl)
- Nationalismus in Schottland und Wales 1966 - 1980. Eine Analyse seiner Ursachen und Konsequenzen (= Politikwissenschaftliche Paperbacks, Bd. 1). Brockmeyer, Bochum 1981, ISBN 3-88339-205-7 (Dissertation Universität Heidelberg).
- Der Haushaltsausschuß des Deutschen Bundestages. Struktur und Entscheidungsprozeß (= Kleine politische Texte, Bd. 4). Leske + Budrich, Opladen 1988, ISBN 3-8100-0549-5.
- Haushaltspolitik in westlichen Demokratien. Ein Vergleich des haushaltspolitischen Entscheidungsprozesses in der Bundesrepublik Deutschland, Frankreich, Großbritannien, Kanada und den USA (= Schriften zur öffentlichen Verwaltung und öffentlichen Wirtschaft, Bd. 114). Nomos, Baden-Baden 1999, ISBN 3-7890-1766-3 (Habilitationsschrift Universität Heidelberg).
- Die Industriepolitik der Bundesländer und die europäische Integration. Unternehmen und Verwaltungen im erweiterten Binnenmarkt. Nomos, Baden-Baden 1991, ISBN 3-7890-2448-1.
- Großbritannien. Wirtschaft, Gesellschaft, Politik (= Grundwissen – Länderkunden, Bd. 7). Leske + Budrich, Opladen 1991, ISBN 3-8100-0735-8.
- Staatsverschuldung. Ursachen, Wirkungen und Grenzen staatlicher Verschuldungspolitik (= Analysen, Bd. 43). Leske + Budrich, Opladen 1993, ISBN 3-8100-0975-X.
- Politische Wirtschaftslehre. Leske + Budrich, Opladen 1995, ISBN 3-8100-1385-4.
- (mit Sabine Kropp): Koalitionen und Koalitionsvereinbarungen. Theorie, Analyse und Dokumentation. Leske + Budrich, Opladen 1998, ISBN 3-8100-1908-9.
- Föderalismus in Deutschland. Leske + Budrich, Opladen 2001, ISBN 978-3-8100-3035-1.
- (mit Heinrich Pehle): Das neue deutsche Regierungssystem. Die Europäisierung von Institutionen, Entscheidungsprozessen und Politikfeldern in der Bundesrepublik Deutschland (= UTB, Bd. 2244). Leske + Budrich, Opladen 2001, ISBN 978-3-322-86697-4 (3. Aufl. 2012).
- (mit Petra Zimmermann-Steinhart): Föderalismus. Eine Einführung. Nomos, Baden-Baden 2005, ISBN 3-8329-1063-8 (3. umfassend aktualisierte Aufl. 2020, ISBN 978-3-8487-7786-0).
- Politik in Großbritannien. Verlag für Sozialwissenschaft, Wiesbaden 2009, ISBN 978-3-531-14016-2.
- (mit Markus M. Müller): Wirtschaftspolitik kompakt. VS-Verlag, Wiesbaden 2010, ISBN 978-3-531-14497-9.
- Der deutsche Föderalismus. Grundlagen – Reformen – Perspektiven. Nomos, Baden-Baden 2015, ISBN 3-8487-1651-8.
- Die britische Westministerdemokratie. Parlament, Regierung und Verfassungswandel. Nomos, Baden-Baden 2015, ISBN 978-3-8487-1652-4.
- Das Schottland-Referendum. Hintergrundinformationen und Einordnung. Springer VS, Wiesbaden 2015, ISBN 978-3-658-08380-9.
- Das politische System Großbritanniens. 2. Aufl. Springer VS, Wiesbaden 2017, ISBN 978-3-658-10287-6.
- (Hrsg.): Länderbericht Großbritannien. Bundeszentrale für Politische Bildung, Bonn 2019, ISBN 978-3-7425-0438-8.
- Wie funktioniert Politik? Die Beweggründe des Politischen in den Nationalstaaten und in der EU. Nomos, Baden-Baden 2018, ISBN 3-8487-5026-0.
- "Erdrutschsiege".  Wahlen und Parteien in Großbritannien von Thatcher bis Johnson (= Parteien und Wahlen, Bd. 30). Nomos, Baden-Baden 2023, ISBN 978-3-7560-0461-4.